# فرودگاه صنعتی گلاسگو
فرودگاه صنعتی گلاسگو (به انگلیسی: Glasgow Industrial Airport) یک فرودگاه خصوصی است که یک باند فرود بتن دارد و طول باند آن ۴۱۱۵ متر است. این فرودگاه در کشور ایالات متحده آمریکا قرار دارد و در ارتفاع ۸۴۲ متری از سطح دریا واقع شده‌است.